# Тяньцзінські концесії

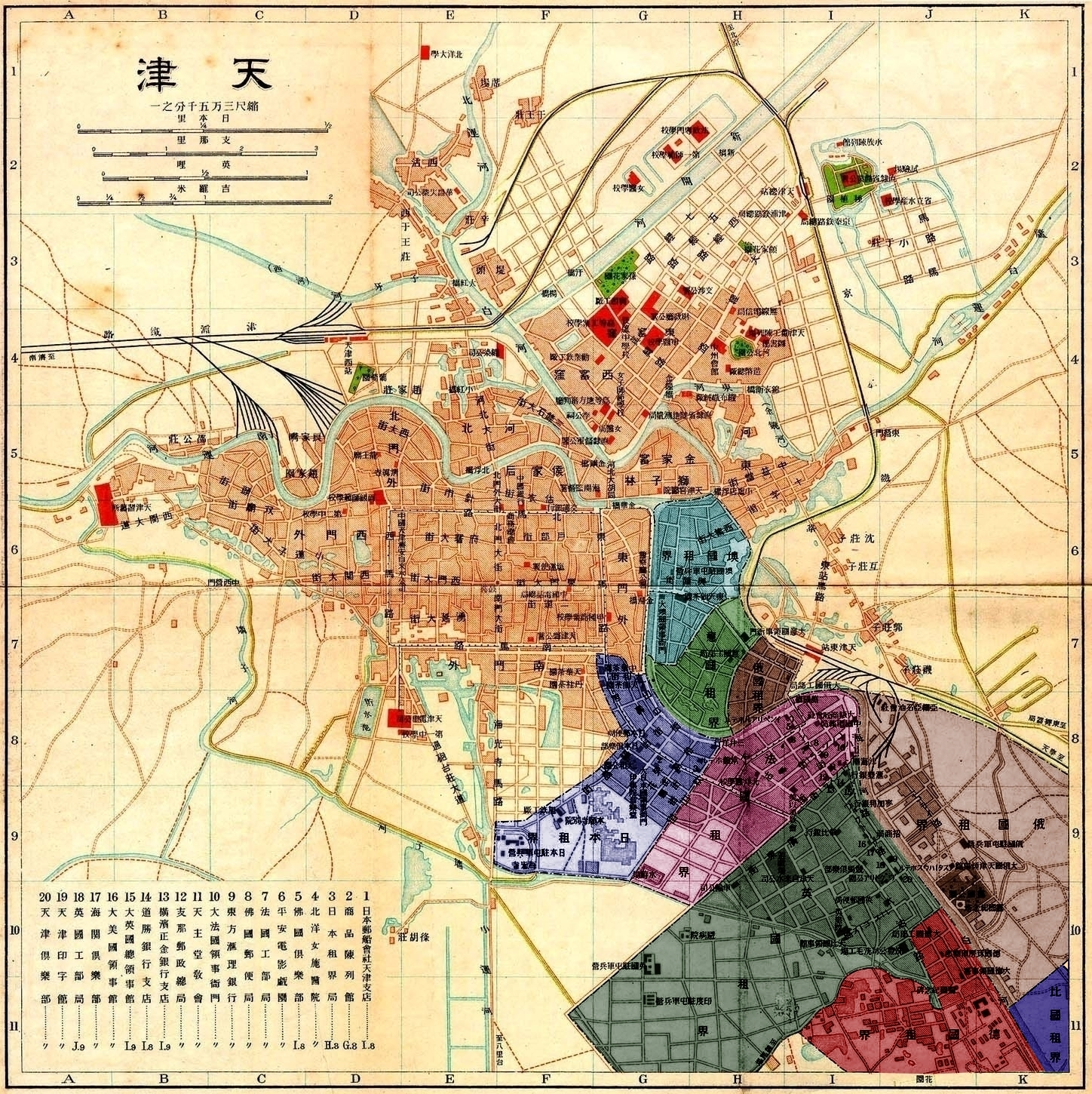
Мапа Тяньцзінських концесій:
Східний берег Хайхе:
Австро-Угорщина
Італія
Росія (2 окремих ділянки)
Бельгія
Західний берег Хайхе:
Японія
Франція
Велика Британія
Німеччина

Тяньцзінські концесії — концесійні території міста Тяньцзінь, передані урядом династії Цін під управління Великих держав.

## Загальна історія
До XIX століття китайська влада дозволяли європейським торговцем здійснювати свою діяльність лише в певних місцях, визначених імператорськими указами. Влада найчастіше була не на боці іноземців, ті могли бути по найменшій підозрі кинуті за ґрати або страчені. Коли європейські держави почали посилювати свою присутність в Китаї — таке становище стало нетерпимим, і вони почали вимагати дипломатичних гарантій для своїх торговців, місіонерів, мандрівників і дипломатів. Але суть китайської державної системи не допускала подібних винятків, тому поступово було встановлено порядок, при якому місцям розміщення європейських дипломатичних установ надавався статус, незалежний від китайського імперського уряду.
У середині XIX століття Тяньцзінь був відкритий для міжнародної торгівлі, а після того, як він був з'єднаний залізницями з Пекіном (в 1897 році) і через Шаньхайгуань з Маньчжурією, то в ньому почала різко зростати кількість європейських торговців, підприємців і дипломатів. Почастішали напади на європейців, і, щоб зменшити ризик виникнення конфліктів, китайський уряд передав низку ділянок Тяньцзіня під управління дипломатичних місій.
Після падіння Цінської династії і приходу до влади партії Гоміньдан Китай почав процес ліквідації нерівноправних договорів і відновлення свого суверенітету. Коли в результаті громадянської війни до влади в Китаї прийшла комуністична партія, то іноземна власність, що залишалась до того моменту, була конфіскована.

## Австро-угорська концесія (1901–1917)
Австро-Угорщина увійшла до Альянсу восьми держав, що придушив Іхетуаньське повстання 1899–1901, і в нагороду за участь отримала право на володіння власною територією в Тяньцзіні. (було надіслано чотири крейсера і 296 угорських вояків) Австро-Угорська концесія займала площу в 0,61 км², що більше, ніж у італійської концесії, але менше, ніж у бельгійської. У концесії були власні школа, в'язниця, казарми і лікарня. Тут же знаходилося австро-угорське консульство; австро-угорські громадяни підкорялися законам Австро-Угорщини, а не Китаю. Його населення було близько 30.000 чоловік. Порядок підтримували 40 морських піхотинців і 70 китайської міліції (шимбо).
Незважаючи на наявність невеликого гарнізону, Австро-Угорщина виявилася нездатною утримати підконтрольну їй територію в роки Першої світової війни. Після того, як Китай 14 серпня 1917 оголосив війну Центральним державам, територія концесії була повернута Китаю, а після війни була приєднана до Італійської концесії. Офіційно Австрія відмовилася від прав на концесію 10 вересня 1919 (Сен-Жерменський договір), а Угорщина — в 1920 році (Тріанонський договір).
Незважаючи на недовгий термін свого існування, Австро-Угорська концесія внесла свій внесок у формування вигляду міста.

## Бельгійська концесія (1902–1931)
Бельгійська концесія була створена в 1902 році на східному березі річки Хайхе. Ні бельгійський уряд, ні бізнес-співтовариство не робили інвестицій у розвиток концесії, тому вона не залишила свого відбитку на архітектурному вигляді Тяньцзіня. Концесія була номінальною та не прибутковою, тому в 1929 році Бельгія повернула її Китаю.
У 1904 році Китай і Бельгія підписали контракт з «Compagnie de Tramways et d'Eclairage de Tientsin», який надав компанії ексклюзивні права на будівництво та управління системою електричного освітлення та трамвайними коліями на термін 50 років. У 1906 році в Тяньцзіні почав функціонувати перший в Китаї електричний трамвай.
«Compagnie de Tramways et d'Eclairage de Tientsin» була захоплена японською армією в 1943 році, бельгійських співробітників з сім'ями, було відправлено в табори. Після закінчення Другої світової війни, китайський уряд націоналізував мережу. Брюссельська компанія намагалася отримати компенсацію, але успіх революції в 1949 році, залишив їх без відшкодування. Ще були побудовані дві лінії під управлінням Китаю, але мережа була остаточно закрита близько 1972 року.

## Британська концесія (1860–1943)
Британська концесія розташовувалась на правому березі річки Хайхе нижче китайського міста, і займала площу в 0,81 км². Концесією управляла муніципальна рада. Концесію було передано безстроково в оренду урядом Китаю британській короні, у приватну власність таким же чином, як це було зроблено в Ханькоу.
Британську концесію було блоковано японцями під час Тяньцзінського інциденту в червні 1939 року, в результаті чого відбулася дипломатична криза.
Японці окупували британську концесію по їх оголошенню війни проти Англії 7 грудня 1941 до кінця війни.
Британська концесія в Тяньцзіні була офіційно повернуто Китаю згідно китайсько-британського договору про поступку екстериторіальних прав Китаю, що було ратифіковано 20 травня 1943, хоча китайці не могли заволодіти тереном до закінчення японської окупації.

## Французька концесія (1860–1946)
Французька концесія існувала майже 100 років, і багато її будівель стоять в Тяньцзіні досі: французьке консульство, муніципальна рада, французький клуб, кафедральний собор тощо. Тут жив відомий французький поет, драматург і релігійний письменник Поль Клодель.

## Німецька концесія (1899–1917)
Зростання німецької присутності в Китаї почалося в 1870-х роках. Наприкінці 1880-х почалися заворушення, і для забезпечення німецької військової присутності в китайські води був відправлений корвет «Luise». Коли в 1898 році Німеччина отримала концесію в Цзяо-Чжоу, то послідували переговори і про надання Німеччині концесії в Тяньцзіні. У 1899 році Німеччина отримала в управління територію на південь від річки Хайхе між британською та японською концесіями.
Після того, як під час Першої світової війни територія німецької концесії була повернута Китаю, в німецьких казармах розмістився американський 15-й піхотний полк.

## Італійська концесія (1901–1947)
7 вересня 1901 Італія отримала право на свою концесію в Тяньцзіні. Після Першої світової війни до неї була додана територія Австро-Угорської концесії, що збільшило її площа вдвічі; на території концесії розмістився італійський «Legione Redenta», який воював в Сибіру проти більшовиків.
Під час Другої світової війни на території концесії розміщувався гарнізон з 600 чоловік. 10 вересня 1943, коли Італія капітулювала перед Союзниками, Імперська армія Японії окупувала територію концесії. Пізніше Італійська соціальна республіка отримала концесію назад від маріонеткового китайського уряду.
Формально італійська концесія була передана Китайській республіці в 1947 році, після підписання Італією всіх мирних договорів.

## Японська концесія (1888–1945)
Японська концесія існувала в Тяньцзіні з 1888 року. З 1924 по 1931 роки на її території проживав повалений імператор Китаю Айсіньгеро Пуї.

## Російська концесія
Російська концесія займала дві ділянки на східному березі річки Хайхе. У 1920 році Бейянський уряд Китайської республіки захопив концесію у РРФСР. СРСР відмовився від претензій на концесію в 1924 році.

## Американська концесія
Формально США не мали екстериторіальних прав в Тяньцзіні. З січня 1921 року в Тяньцзіні на території колишньої Німецької концесії розміщувався американський гарнізон (до 1938 року — 15-й піхотний полк, з 1938 по 8 грудня 1941 року — морська піхота).

## Ресурси Інтернету
- Concession Buildings in Tianjin
- WorldStatesmen: China [Архівовано 17 серпня 2018 у Wayback Machine.]
- Tianjin Museum of Modern History [Архівовано 20 грудня 2012 у Archive.is]